# Juan Castañeda Cortes
Pour les articles homonymes, voir Castañeda.
Juan Castañeda Cortes, né le 18 octobre 1980, est un escrimeur espagnol ayant pour arme l'épée. Il est droitier.

## Carrière
Il remporte lors des Championnats du monde d'escrime 2006 la médaille d'argent par équipes, en compagnie d'Ignacio Canto, José Luis Abajo et Eduardo Sepulveda Puerto.